# Gornja Stubica
Gornja Stubica je vesnice a správní středisko stejnojmenné opčiny v Chorvatsku v Krapinsko-zagorské župě. Nachází se asi 3 km východně od Donje Stubice, 9 km jihovýchodně od Oroslavje a asi 29 km jihovýchodně od Krapiny. V roce 2011 žilo v Gornji Stubici 831 obyvatel, v celé opčině pak 5 284 obyvatel. Název znamená horní Stubica a opčinu odlišuje od nedalekého města Donja Stubica (dolní Stubica).
Součástí opčiny je celkem 20 trvale obydlených vesnic.
- Banšćica – 198 obyvatel
- Brezje – 246 obyvatel
- Dobri Zdenci – 145 obyvatel
- Dubovec – 328 obyvatel
- Gornja Stubica – 831 obyvatel
- Gusakovec – 217 obyvatel
- Hum Stubički – 580 obyvatel
- Jakšinec – 283 obyvatel
- Karivaroš – 310 obyvatel
- Modrovec – 363 obyvatel
- Orehova Gorica – 67 obyvatel
- Pasanska Gorica – 153 obyvatel
- Repićevo Selo – 28 obyvatel
- Samci – 277 obyvatel
- Sekirevo Selo – 34 obyvatel
- Slani Potok – 381 obyvatel
- Sveti Matej – 579 obyvatel
- Šagudovec – 195 obyvatel
- Vinterovec – 49 obyvatel
- Volavec – 20 obyvatel

Gornjou Stubicí prochází státní silnice D307 a župní silnice Ž2201, Ž2223, Ž2224, Ž2225 a Ž2226. Protékají zde potoky Burnjak a Piškorica.